# Corozal (Porto Rico)
Pour les articles homonymes, voir Corozal.
La municipalité de Corozal, sur l'ile de Porto Rico (Code International : PR.CZ) couvre une superficie de 110 km2 et regroupe 34 571 habitants en 2020.